# فريتز هير
فريتز هير (بالألمانية: Fritz Heer)‏ هو منافس ألعاب قوى ألماني، ولد في 9 مايو 1959 في بون في ألمانيا.

## وصلات خارجية
- فريتز هير على موقع الاتحاد الدولي لألعاب القوى (الإنجليزية)
- فريتز هير على موقع أوليمبيديا (الإنجليزية)